# Papiro 125
O Papiro 125  ({\displaystyle {\mathfrak {P}}}125) é um antigo papiro do Novo Testamento que contém fragmentos do capítulo onze da Primeira Epístola de Pedro (1:23-2:5; 2:7-12). Ao dia presente sobreviveu só a partes de uma folha do códice. 
O texto grego desse códice é um representante do texto-tipo Alexandrino. 